# Léon Walry
Léon Walry (Opprebais, 24 mei 1946) is een Belgisch voormalig volksvertegenwoordiger en burgemeester.

## Levensloop
Walry behaalde het diploma van regent letterkunde en was van 1974 tot 1985 leraar aan het technisch rijksinstituut in Namen.
Als militant van de PSB werd Walry in 1970 verkozen tot gemeenteraadslid van Opprebais (Opperbeek), waar hij van 1971 tot 1976 schepen was. Na de gemeentefusies werd hij in 1976 gemeenteraadslid van Incourt. Hij werd er van 1977 tot 1986 eerste schepen en is sinds 1986 burgemeester van de gemeente.
In 1985 werd hij voor de PS verkozen tot lid van de Kamer van volksvertegenwoordigers voor het arrondissement Nijvel en vervulde dit mandaat tot in 1995. Hij kwam zo eveneens in de Raad van de Franse Gemeenschap en de Waalse Gewestraad terecht. Van 1995 tot 2014 was hij vervolgens Waals Parlementslid en lid van het Parlement van de Franse Gemeenschap. Van 1995 tot 2004 was hij secretaris van het Waals Parlement, van 2004 tot 2009 was Walry PS-fractievoorzitter in het Parlement van de Franse Gemeenschap en van 2009 tot 2014 was hij ondervoorzitter van het Waals Parlement.